# 網走國定公園
網走國定公園（日语：／ Abashiri Kokutei Kōen ）為日本北海道靠鄂霍次克海側的國定公園。1950年（昭和25年）成立為道立公園，之後隨著自然公園法制定而在1958年（昭和33年）升格為國定公園。公園內有七座湖沼與砂丘、草原、丘陵等。

## 自然
佐呂間湖是日本國內第三大、北海道內最大的湖泊，與鄂霍次克海之間的沙洲有超過300種的植物，稱做WAKKA原生花園。湖岸的木真子府崎（キムアネップ崎）底部與珊瑚岬（サンゴ岬）周邊有海蓬子（珊瑚草）群落。鶴沼地區現為北海道天然紀念物。能取湖湖岸的卯原內等地也有鹽濕地植物海蓬子群落，鄂霍次克海側砂丘則有海岸草原。能取半島的能取岬可見海蝕崖，半島內陸側則是森林帶。網走湖與リヤウシ湖是鄂霍次克海的海跡湖。網走川周邊為濕地，女滿別地區的樹林地有水芭蕉等濕地植物群落。天都山為國家名勝。藻琴湖與濤沸湖也是鄂霍次克海的海跡湖，周邊是濕地地帶。濤沸湖現為拉姆薩公約登錄濕地。面對鄂霍次克海的沙洲有發達的海岸段丘，該處的海岸草原有玫瑰與蝦夷黃菅（エゾキスゲ）等生長，稱為小清水原生花園。WAKKA原生花園與小清水原生花園皆為北海道遺產。斜里海岸的草原群落為北海道天然紀念物。
公園內可觀察蒼鷺與鴨等水鳥，及野鴝等草原性鳥類，也是黃嘴天鵝等候鳥的中繼地。流冰靠近的時期還可觀察白尾海雕與虎頭海鵰等猛禽及海豹等海洋哺乳動物。

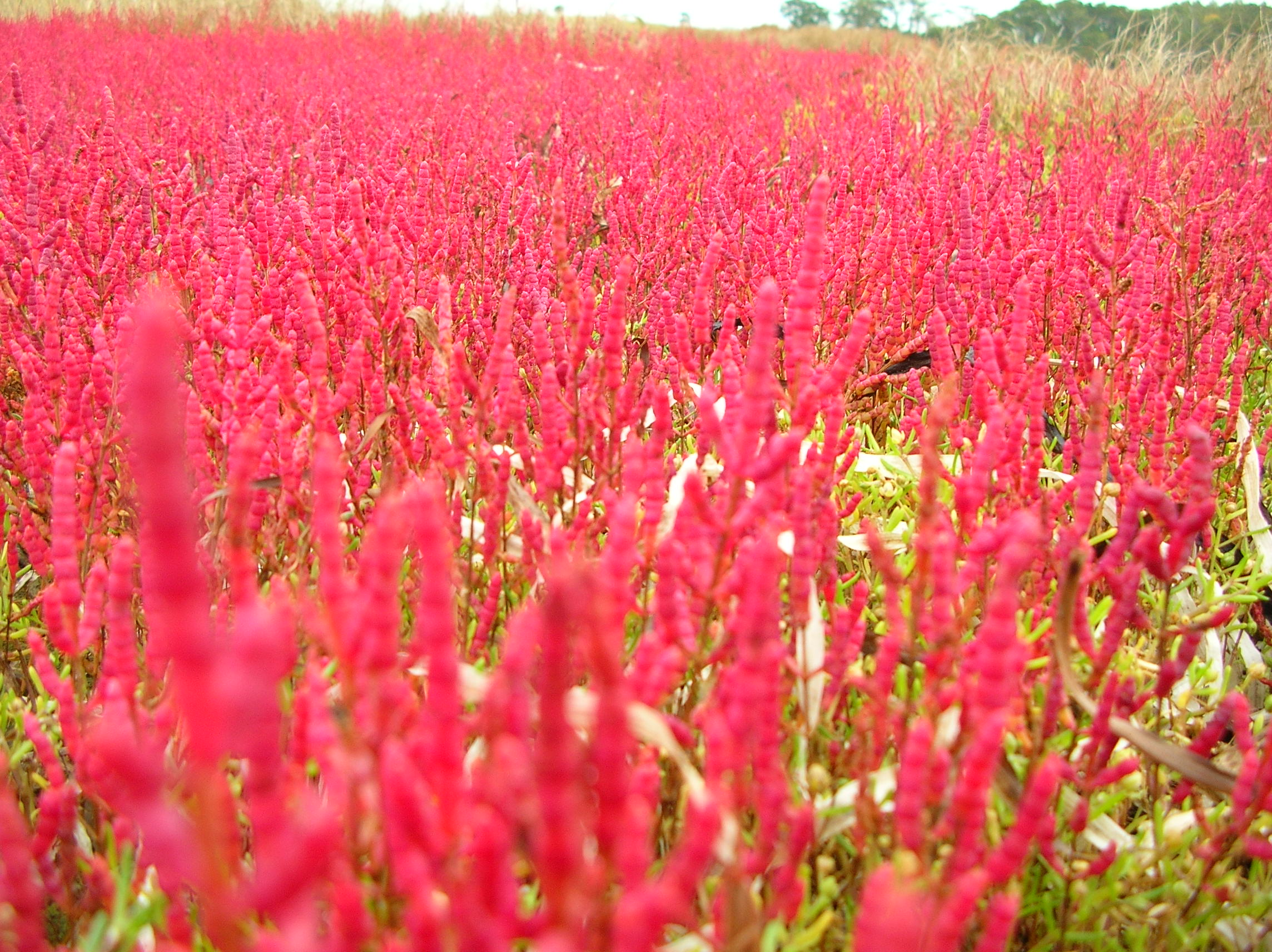
佐呂間湖岸的珊瑚草（2004年10月）
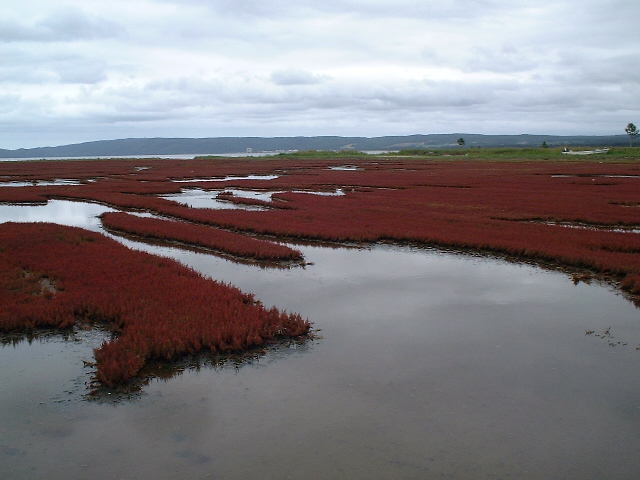
能取湖畔的珊瑚草（2005年5月）
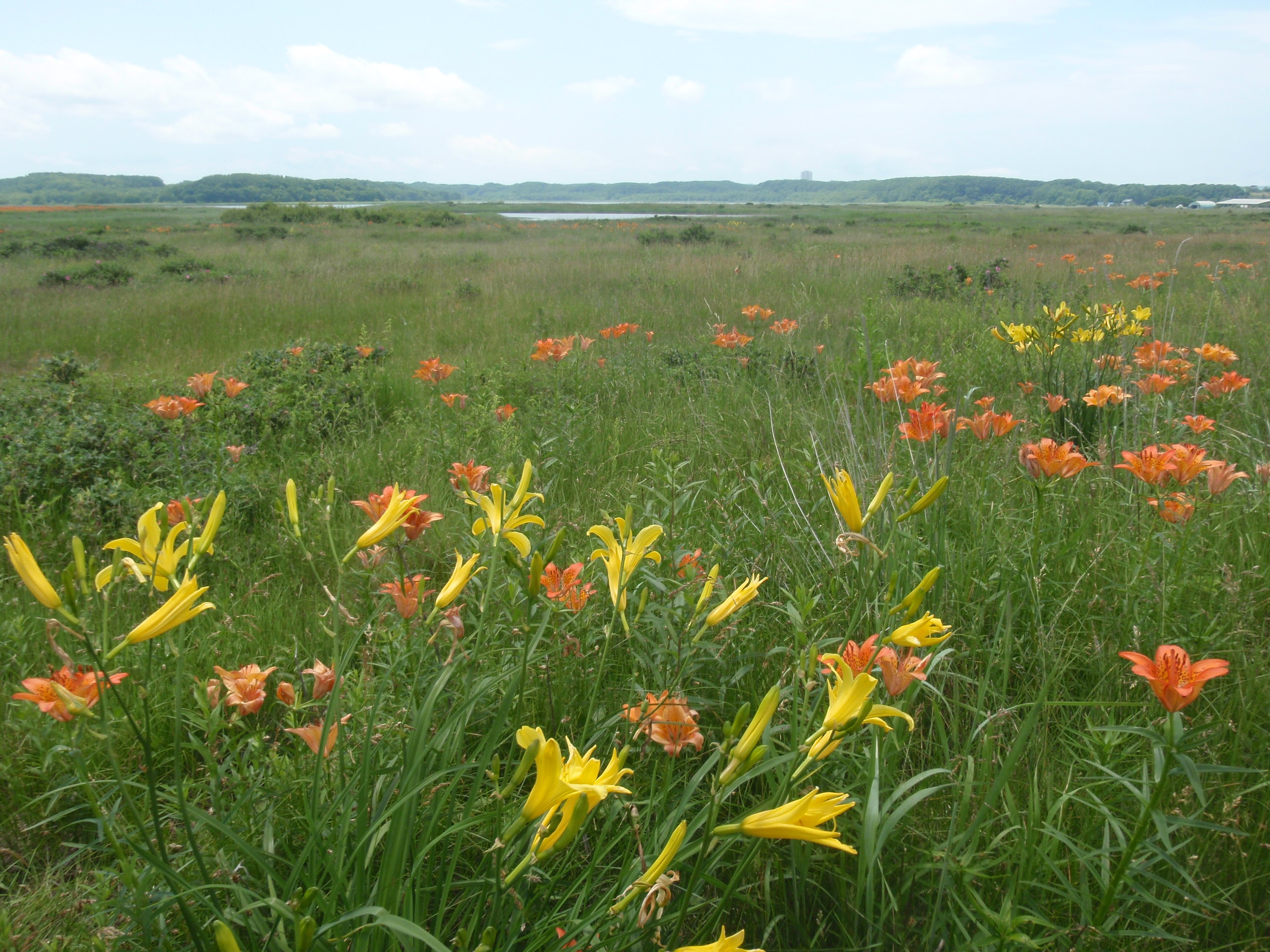
小清水原生花園的蝦夷萱草與蝦夷透百合（2011年7月）

## 景點
- 佐呂間湖
- 幌岩山
- WAKKA原生花園（日语：ワッカ原生花園）
- 能取岬
- 網走湖
- 天都山
- 濤沸湖
- 小清水原生花園
- 斜里草原

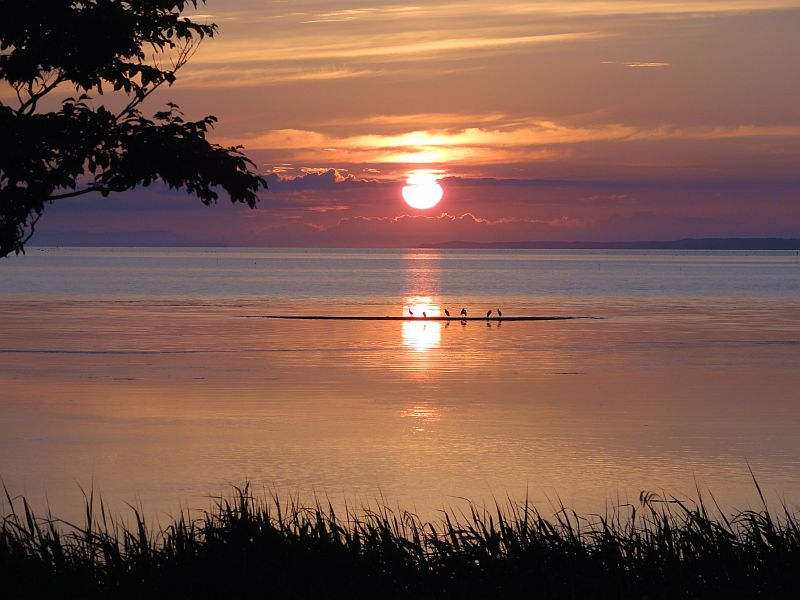
佐呂間湖與夕陽（2010年7月）
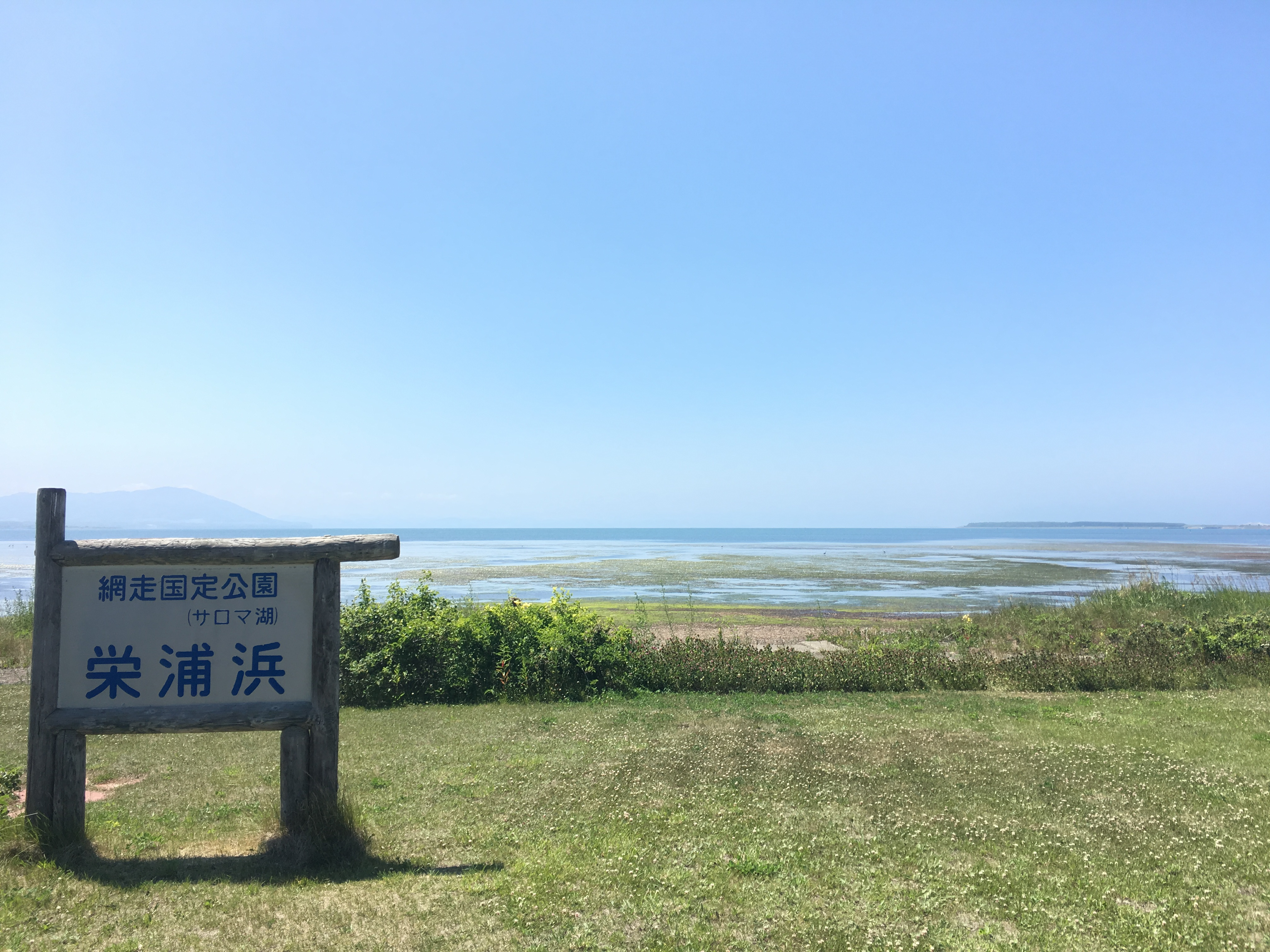
佐呂間湖榮浦濱（2019年7月）
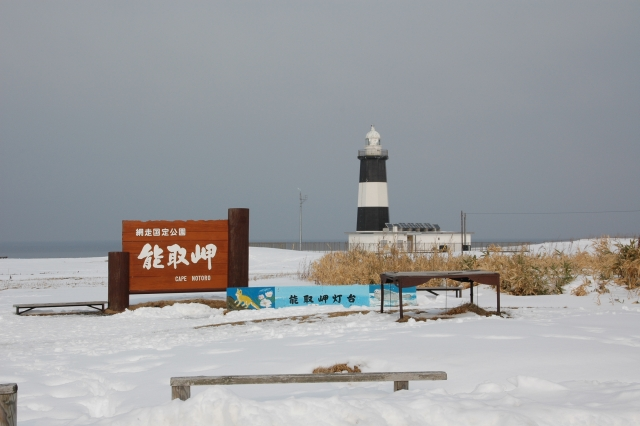
能取岬（2006年3月）
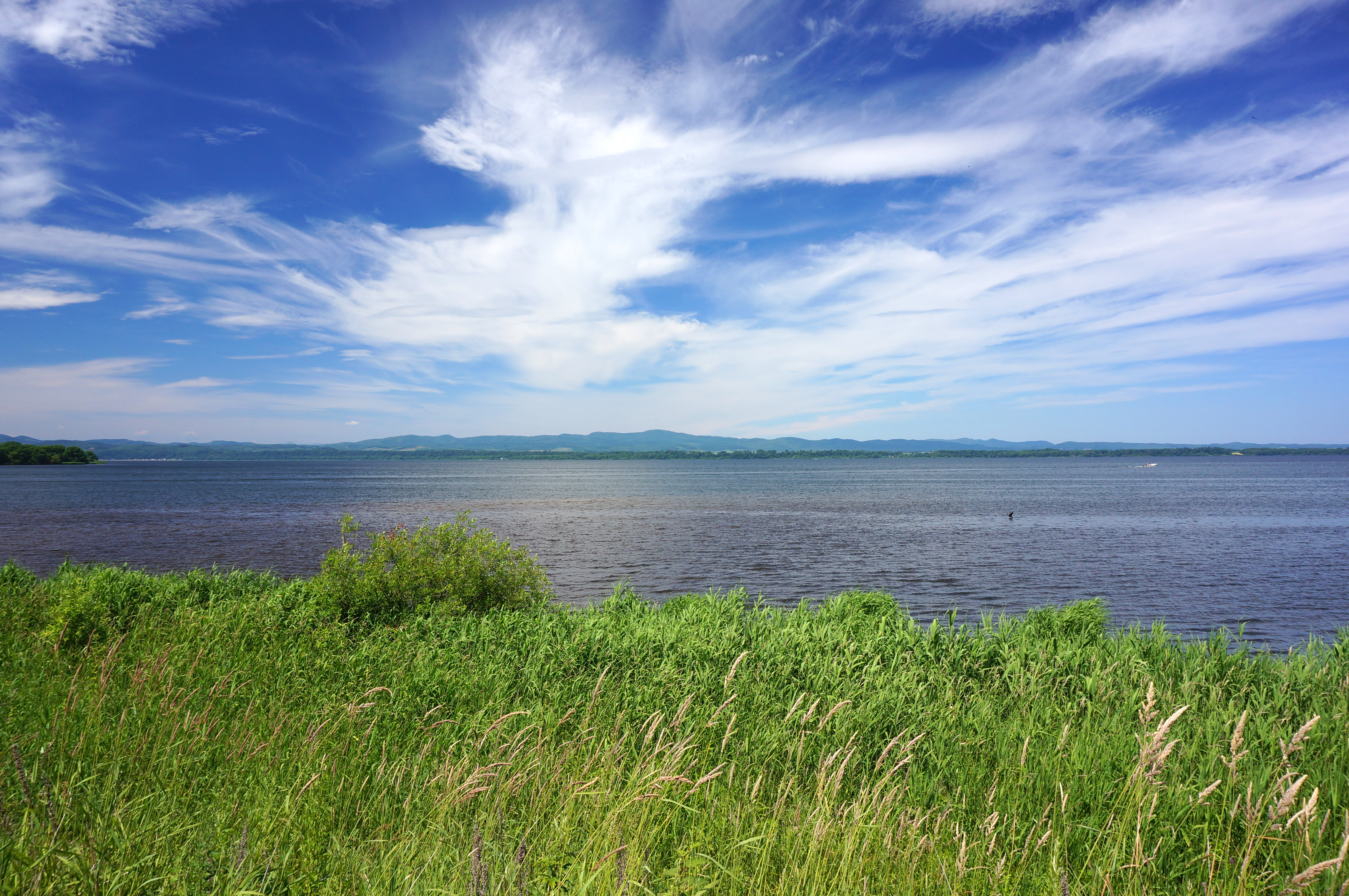
網走湖（2013年7月）
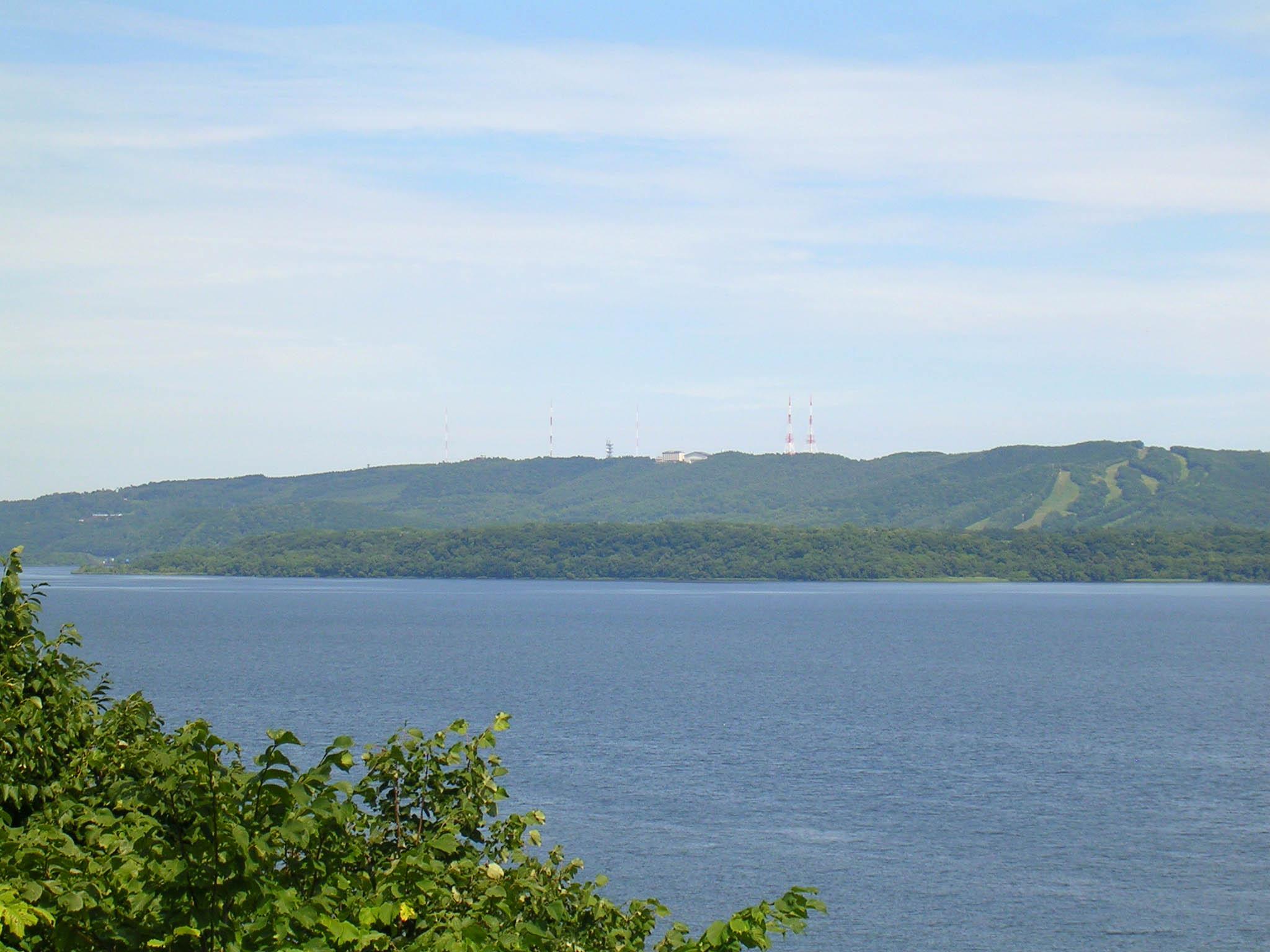
天都山（2007年8月）
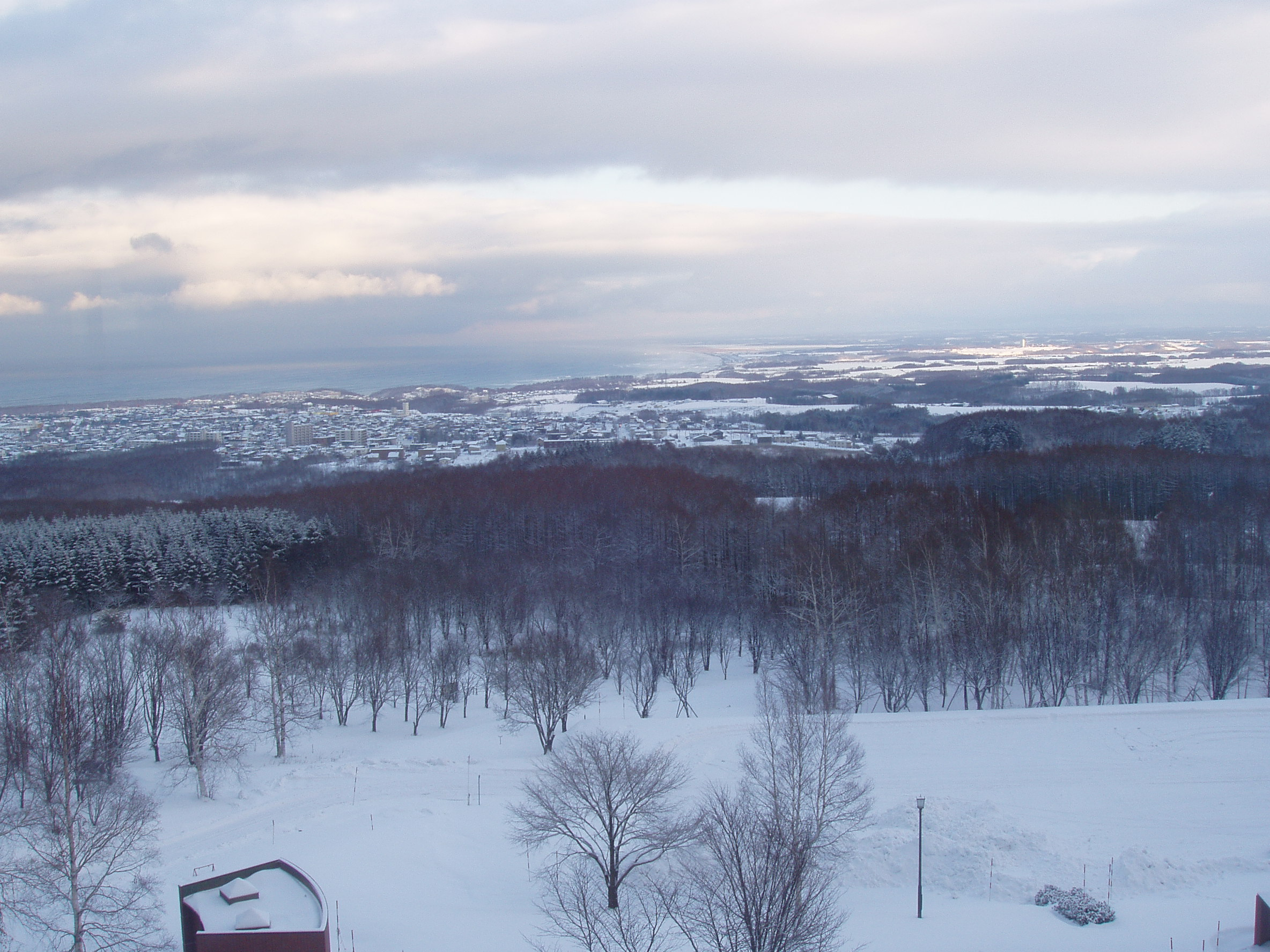
天都山頂遠望網走市區（2004年12月13日）
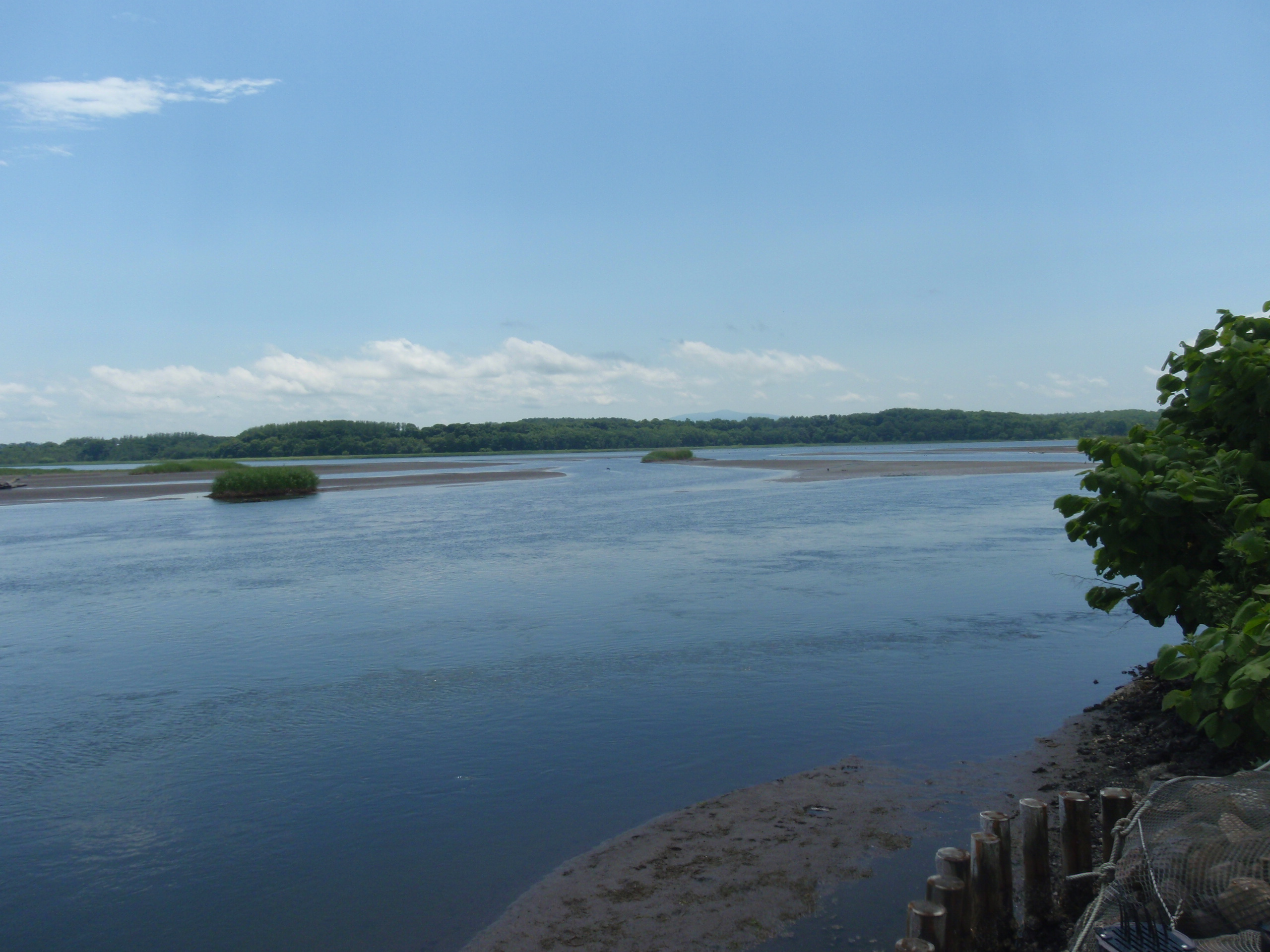
濤沸湖（2011年7月）
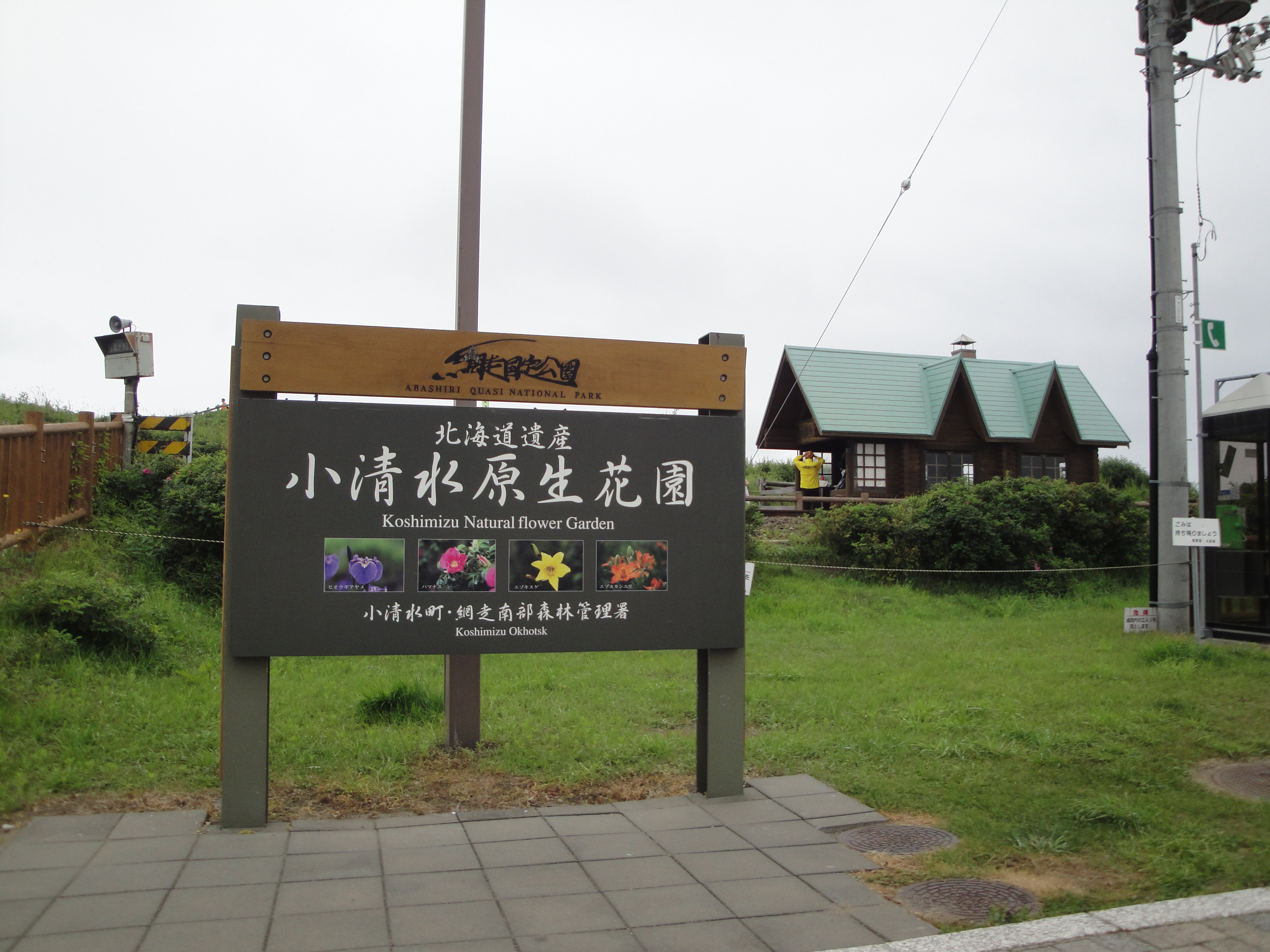
小清水原生花園（2011年7月）

## 所屬市町村
- 網走支廳
  - 北見市
  - 網走市
  - 網走郡
    - 大空町

  - 斜里郡
    - 斜里町
    - 小清水町

  - 常呂郡
    - 佐呂間町

  - 紋別郡
    - 湧別町

## 集團設施地區、自然中心
| 地區名 | 面積  | 所在地             | 使用人數（人） |
| ------ | ----- | ------------------ | -------------- |
| 女滿別 | 8.2ha | 北海道網走郡大空町 | 280,000        |

| 設施名                      | 設置者   | 所在地                                      | 使用人數（人） |
| --------------------------- | -------- | ------------------------------------------- | -------------- |
| 北見市佐呂間湖WAKKA自然中心 | 北見市   | 北海道北見市常呂町字榮浦242-1               | -              |
| 小清水原生花園資訊中心      | 小清水町 | 北海道斜里郡小清水町字濱小清水國有林354林班 | -              |

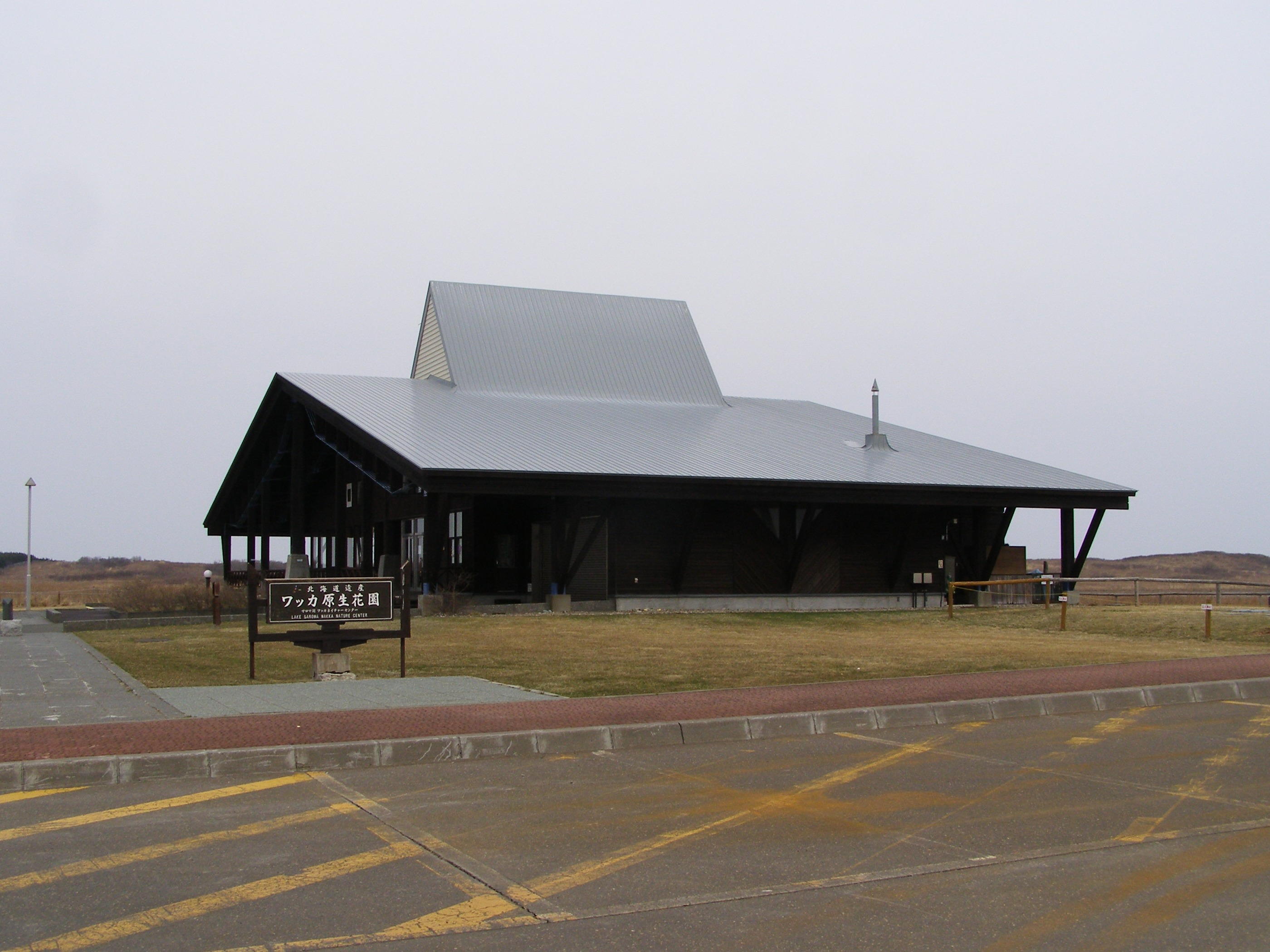
WAKKA自然中心（2011年4月）
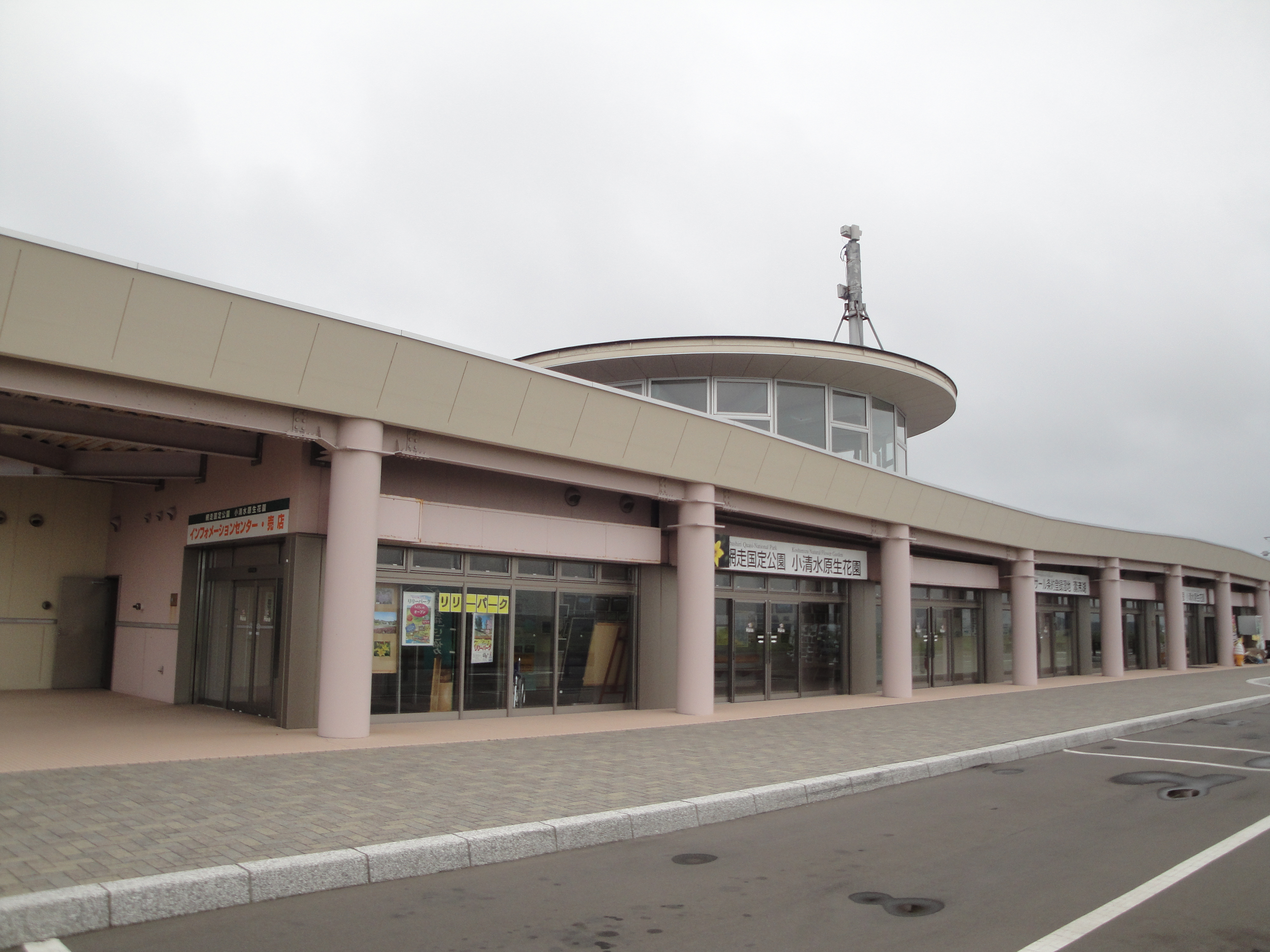
小清水原生花園資訊中心「Hana」（2011年7月）

## 外部連結
- （日語）網走國定公園 （页面存档备份，存于）（北海道官方網頁的介紹）